# Ларок, Жоселин
Жоселин Ларок  (фр. Jocelyne Dawn Marie Larocque; род. 19 мая 1988, Сент-Анн, Манитоба) — канадская хоккейная защитница, игрок «Торонто Скептерс» и сборной Канады. Двукратная олимпийская чемпионка (2014, 2014), четырёхкратная чемпионка мира.
В 2009 году перед Олимпийскими играми в Ванкувере, уже являясь игроком сборной, взяла академический отпуск в университете, для того что бы сосредоточится на подготовке к играм, однако за несколько недель до старта Олимипийских игр, в заявку на игры она не попала. До 2014 года мечтой спортсменки было выступление на Олимпийских играх. Своим кумиром считает шведского хоккеиста — Никласа Лидстрёма.